# Горелов, Павел Вартанович
Па́вел Варта́нович Горе́лов (род. 22 января 2003, Ростов-на-Дону) — армянский и российский футболист, полузащитник клуба «Черноморец».

## Карьера
Воспитанник футбольной школы «Ростова», первый тренер Дмитрий Феофанов. В связи со вспышкой коронавирусной инфекции в клубе 19 июня 2020 года был заявлен на матч премьер-лиги против «Сочи», в котором вышел на поле в стартовом составе.
В 2019 году в составе команды «Ростова» игроков 2002 года рождения стал победителем первенства России среди команд спортивных школ. В сезонах 2020/21 и 2021/22 играл за команды «Ростова» в молодёжном первенстве и ЮФЛ.
В сезоне 2022/23 играл на правах аренды за армянский клуб «Ван» (Чаренцаван), после чего перешёл в «КАМАЗ».
В 2021 году сыграл 2 матча за юношескую сборную Армении (до 19 лет). 15 июня 2023 года дебютировал за молодёжную сборную Армении.

## Семья
Дед — Норайр Месропян (род. 1946) — футболист ереванского «Арарата» 1960—1970-х годов, чемпион СССР 1973 года.